# Annals of Mathematics
Pour les articles homonymes, voir Annales (homonymie).
Ne doit pas être confondu avec Mathematische Annalen.
Annals of Mathematics, en abrégé Ann. Math. ou Ann. of Math., est une revue scientifique bimensuelle de recherche mathématique publiée par l'université de Princeton et l'Institute for Advanced Study. C'est l'un des plus prestigieux journaux de mathématiques au monde selon des critères comme le facteur d'impact.

## Histoire
Le journal (sous le titre de The Analyst) a commencé à paraître en 1874, fondé et édité par Joel E. Hendricks. Il a été créé « comme un moyen de communication afin de présenter et d'analyser toutes les questions intéressantes ou importantes dans les mathématiques pures ou appliquées, comprenant spécialement toutes les nouvelles et les découvertes théoriques et pratiques en astronomie, mécanique, et ingénierie. » Il était publié à Des Moines, et était le plus ancien journal de mathématiques américain qui a été publié sans interruption pendant plus d'un an ou deux. La publication a cessé en 1883, en raison de la santé déclinante d'Hendricks, mais Hendricks a réussi à trouver une nouvelle direction, et la publication a repris en mars 1884 sous le nom Annals of Mathematics.
La nouvelle version du journal était éditée par Ormond Stone de l'université de Virginie. Il a été transféré à l'université Harvard en 1899 avant de venir à Princeton en 1911.
En 1933, l'Institute for Advanced Study a rejoint l'université de Princeton dans la direction éditoriale de la revue.
Les années 1928-1958 ont représenté une période importante pour le journal avec Solomon Lefschetz comme éditeur. Depuis 1998, il existe une version électronique, en plus de la version imprimée. Les éditions antérieures à 2003 sont transférées aux archives du JSTOR, et les nouveaux articles deviennent librement téléchargeables cinq ans après leur publication.